# Điểm nối ba
Điểm nối ba (tiếng Anh là triple junction) hay được hiểu theo cách chính xác là ranh giới chữ Y giữa 3 mảng kiến tạo, bao gồm điểm mà tại đó các ranh giới của ba mảng kiến tạo gặp nhau và các ranh giới của chúng. Tại điểm nối ba một ranh giới sẽ có thể là một trong ba kiểu sau - sống núi, rãnh hoặc đứt gãy chuyển dạng và các nối ba có thể được miêu tả tùy thuộc vào kiểu của rìa mảng mà chúng gặp nhau. Một số ít kiểu điểm nối ba là có thể ổn định theo thời gian.
Khái niệm điểm nối ba đã được phát triển vào năm 1968 bởi W. Jason Morgan, Dan McKenzie, và Tanya Atwater. Thuật ngữ đã được sử dụng một cách truyền thống để chỉ nơi giao nhau của 3 ranh giới tách giãn hay các sống núi tách giãn. Các ranh giới tách giãn này hợp với nhau theo góc gần bằng 120°. Trong quá trình các lụcc địa bị phá vỡ theo học thuyết kiến tạo mảng, một trong những ranh giới mảng tách giãn có thể không phát triển hoàn toàn (xem aulacogen) và 2 ranh giới còn lại có thể tiếp tục tách giãn để tạo ra đại dương. Việc mở rộng của nam Đại Tây Dương đã bắt đầu từ một nối ba trong vịnh Guinea hiện tại . Nhánh không phá triển của nối ba này tạo thành một hệ thống rift dưới châu thổ Niger và dãy núi lửa Cameroon.
Ví dụ, nối ba Afar bao gồm biển Đỏ, vịnh Aden và rift đông Phi có tâm là Afar Triangle. Đây là nối ba duy nhất theo kiểu sống núi-sống núi-sống núi nằm trên mực nước biển. Một ví dụ khác là nối ba giữa mảng Ả Rập, mảng châu Phi, và mảng Ấn-Úc.